# 道州制推進連盟
道州制推進連盟（どうしゅうせいすいしんれんめい）とは、日本において道州制の実現を目指す市民団体。

## 設立
道州制推進連盟は、大前研一氏が主宰していた「平成維新の会」の解散後立ち上げられた「生活者主権の会」の首都圏の仲間が中心になり、「日本の再生」実現をテーマに討議と研究を重ねた結果、2003年に賛同するメンバーによって新たに立ち上げられた市民運動組織。

## 活動内容

### インターネット関連
主に公式サイトやメールマガジンを通して道州制関連のニュース、著作物、当会例会の議事録等の発信を行っている。またSNSサイトmixiにおいても当会運営のコミュニティ「道州制をひろめよう!!」が存在し、公式サイトと同じく情報の提供や議論の場を設けている。

### 定例会議
毎月第2水曜日に例会を行っており、参加費無料で会員にならなくとも誰でも参加可能である。
場所日時：喫茶室ルノアール新宿ハルク横店　18時30分～20時30分

## 特徴

### 超党派
公式サイトには「道州制推進連盟は、どの政党や団体とも特別の関係をもたず、中立の立場で、市民運動として活動しています。」と明記されており、道州制推進の関連団体など党派を超えて幅広くリンクされている。ただし、団体の母体は、2005年から2009年にかけて「政権交代を実現する」ことを活動目標とし、その実現のために民主党を支援した市民団体「生活者主権の会」であった。

### 開明性
道州制推進連盟の公式サイトにおいて例会の議事録が掲載されており、団体員でなくても閲覧できる。mixiでも閲覧できる。

### 道州制推進基本法（案）
団体独自の「道州制推進基本法（案）」を主張している。